# 갑천고등학교
갑천고등학교(甲川高等學校)는 대한민국 강원특별자치도 횡성군 갑천면 매일리에 있는 공립 고등학교이다.

## 학교 연혁
- 1966년 12월 20일 : 갑천농업고등학교 설립인가
- 1973년 3월 1일 : 갑천고등학교 학칙변경
- 1978년 10월 30일 : 학칙 변경(6학급)
- 1992년 8월 5일 : 학칙 변경(3학급)
- 2021년 3월 1일 : 제26대 박종준 교장 부임
- 2024년 12월 31일 : 갑천고등학교 제56회 졸업식(총누계 2,239명)
- 2026년 3월 (예정) : 강원모빌리티고등학교 교명 변경

## 참고 자료
- 갑천고등학교 - 한국교육학술정보원 학교알리미